# NGC 7709
NGC 7709 је спирална галаксија у сазвежђу Водолија која се налази на NGC листи објеката дубоког неба.
Деклинација објекта је - 16° 42' 20" а ректасцензија 23h 35m 27,2s. Привидна величина (магнитуда) објекта NGC 7709 износи 12,7 а фотографска магнитуда 13,7. NGC 7709 је још познат и под ознакама MCG -3-60-2, IRAS 23328-1658, PGC 71828.